# Lorena Salazar Masso
Lorena Salazar Masso (Medellín, 1991) es una escritora colombiana. 

## Biografía
Nació en Medellín y vivió en El Carmen de Viboral, Antioquia, hasta los 8 años. De allí se mudó con su familia a Quibdó, Chocó, en el pacífico colombiano. A los 17 años, Salazar Masso llegó a Medellín a estudiar publicidad en la Universidad Pontificia Bolivariana.  
Trabajó en agencias de publicidad en Colombia y España. Fue ganadora del concurso Young Lions Colombia, 2013, que la llevó a estudiar creatividad en Cannes, Francia. Su formación continuó en el taller de Creación Literaria de la Universidad Central de Bogotá.
Vivió en Madrid entre el 2018 y 2020, donde cursó un máster en narrativa en la Escuela de Escritores. Escribió Esta herida llena de peces, su primera novela, como proyecto final del máster Antes de esto había publicado cuentos en la revista La Rompedora.

## Temas
La obra de la autora aborda una variedad de temas, entre los que se destacan el trágico amor maternal, la soledad y el abandono infantil. Sus historias se desarrollan en entornos exóticos, como el río Atrato de Colombia y las poblaciones que lo rodean en el departamento del Chocó. Además, explora la complejidad de la vida en las selvas latinoamericanas, ofreciendo una visión realista de las experiencias de los habitantes de estas regiones.

## Obra

### Cuentos
- Huevos al desayuno (publicado en la revista La Rompedora)
- Calle Rosada (libro digital para la primera infancia, con Museo Ludwig)

### Novelas
- Esta herida llena de peces (2021, Editorial Tránsito, 168 páginas en versión papel, Editorial Angosta)
- Maldeniña (publicado el 6 de septiembre de 2023, Editorial Tránsito, 132 páginas en versión papel)